# Liste des musées du Warwickshire
 (juillet 2015).
Le contenu est difficilement compréhensible vu les erreurs de traduction, qui sont peut-être dues à l'utilisation d'un logiciel de traduction automatique.
Cette liste des musées du Warwickshire, Angleterre contient des musées qui sont définis dans ce contexte comme des institutions (y compris des organismes sans but lucratif, des entités gouvernementales et des entreprises privées) qui recueillent et soignent des objets d'intérêt culturel, artistique, scientifique ou historique. Leurs collections ou expositions connexes disponibles pour la consultation publique. Sont également inclus les galeries d'art à but non lucratif et les galeries d'art universitaires. Les musées virtuels ne sont pas inclus.

## Musées
| Nom                                                     | Image | Ville/City          | District              | Type              | Résume |
| ------------------------------------------------------- | ----- | ------------------- | --------------------- | ----------------- | --- |
| Anne Hathaway's Cottage                                 |       | Shottery            | Stratford-on-Avon     | Maison historique | Ferme au toit de chaume, maison d'enfance d'Anne Hathaway, épouse de William Shakespeare, jardins |
| Arbury Hall                                             |       | Nuneaton            | Nuneaton and Bedworth | Maison historique | Mélange d'architecture Tudor et gothique du XVIIIe siècle |
| Baddesley Clinton                                       |       | Lapworth            | Warwick               | Maison historique | Exploité par le National Trust, manoir élisabéthain |
| Bedworth Heritage Centre                                |       | Bedworth            | Nuneaton and Bedworth | Local             | website, histoire locale, culture |
| Charlecote Park                                         |       | Wellesbourne        | Stratford-on-Avon     | Maison historique | Exploité par le National Trust, maison de campagne du XVIe siècle située dans un parc à daims, intérieur victorien |
| Chilvers Coton Heritage Centre                          |       | Nuneaton            | Nuneaton and Bedworth | Local             | website, histoire locale, culture, salle de classe victorienne |
| Compton Verney House                                    |       | Compton Verney      | Stratford-on-Avon     | Art               | Galerie d'art située dans un manoir de Robert Adam situé dans un parc de 120 acres (0,49 km2). Les collections comprennent l'art napolitain de 1600 à 1800, l'art médiéval du nord de l'Europe, des portraits britanniques, des bronzes chinois, des arts folkloriques britanniques et des textiles du XXe siècle. |
| Coughton Court                                          |       | Alcester            | Stratford-on-Avon     | Maison historique | Exploité par le National Trust, grande maison de campagne Tudor reflétant six siècles de propriété |
| Farnborough Hall                                        |       | Farnborough         | Stratford-on-Avon     | Maison historique | Exploité par le National Trust, maison de campagne de la fin du XVIIe siècle avec sculptures et œuvres d'art rapportées du Grand Tour du propriétaire |
| Hall's Croft                                            |       | Stratford-upon-Avon | Stratford-on-Avon     | Maison historique | La fille aînée de William Shakespeare Susannah, et son époux, le docteur John Hall, habitent au XVIIe siècle. On y trouve des chambres d’époque, du mobilier, des peintures et un cabinet de consultation de médecins de l’époque.                                                                                 |
| Harvard House and the Museum of British Pewter          |       | Stratford-upon-Avon | Stratford-on-Avon     | Art               | Maison de ville élisabéthaine avec des objets exposés en étain datant de l'époque romaine |
| Henley-in-Arden Heritage Centre                         |       | Henley-in-Arden     | Stratford-on-Avon     | Local             | website, histoire locale, vie sociale, professionnelle et domestique |
| Heritage Motor Centre                                   |       | Gaydon              | Stratford-on-Avon     | Automobile        | Voitures britanniques, histoire de la fabrication |
| Kenilworth Abbey Barn Museum                            |       | Kenilworth          | Warwick               | Local             | website, Histoire de l'abbaye Sainte-Marie, de Kenilworth et de l'histoire locale, gérée par la Kenilworth History and Archaeology Society |
| Kenilworth Castle & Elizabethan Garden                  |       | Kenilworth          | Warwick               | Maison historique | Exploité par English Heritage, les ruines d'une grande forteresse médiévale, la maison de garde élisabéthaine avec des expositions sur Robert Dudley et la reine Elizabeth I, le jardin élisabéthain reconstitué                                                                                                   |
| Lewis Gallery                                           |       | Rugby               | Rugby                 | Art               | website, art gallery of the Rugby School |
| Lunt Roman Fort                                         |       | Baginton            | Warwick               | Archéologie       | Vestiges et objets d'un fort romain |
| Market Hall, Warwick                                    |       | Warwick             | Warwick               | Multiple          | Archéologie, géologie, histoire naturelle, expositions d'art, d'histoire et de culture |
| Mary Arden's Farm / Palmer's Farm                       |       | Wilmcote            | Stratford-on-Avon     | Maison historique | La ferme du Tudor et la ferme du XVIe siècle, la maison d’enfance de la mère de William Shakespeare, Mary Arden |
| Midland Air Museum                                      |       | Baginton            | Warwick               | Aviation          | Avion militaire et civil historique, Sir Frank Whittle Jet Heritage Centre avec réacteurs, histoire de l'aviation de la région |
| Nash's House                                            |       | Stratford-upon-Avon | Stratford-on-Avon     | Maison historique | Histoire locale jusqu’à l’époque de William Shakespeare située dans la maison voisine des ruines et des jardins de la dernière résidence de Shakespeare, New Place |
| Nuneaton Museum & Art Gallery                           |       | Nuneaton            | Nuneaton and Bedworth | Multiple          | Reconstruction du salon londonien de George Eliot en 1870 et objets personnels, histoire sociale, industrie, expositions d 'art |
| Packwood House                                          |       | Lapworth            | Warwick               | Maison historique | Exploité par le National Trust, manoir à colombages Tudor avec tapisseries et beaux meubles, jardin de topiaire en if |
| Parsonage Heritage Centre                               |       | Bedworth            | Nuneaton and Bedworth | Local             | website, histoire local, culture |
| Plantasia and Maze World                                |       | Mancetter           | North Warwickshire    | Histoire naturel  | website, plantes et nature, labyrinthes |
| Queen's Own Hussars Museum                              |       | Warwick             | Warwick               | Militaire         | Uniformes régimentaire, histoire et souvenirs |
| Ragley Hall                                             |       | Alcester            | Stratford-on-Avon     | Maison historique | Grande maison du XVIIIe siècle avec de belles peintures, de la céramique et des meubles anciens, des jardins, un terrain de 400 acres (1,6 km2) |
| Roman Alcester                                          |       | Alcester            | Stratford-on-Avon     | Archéologie       | website, Artefacts romains, interprétations de la vie en Bretagne romaine |
| Royal Regiment of Fusiliers Museum (Royal Warwickshire) |       | Warwick             | Warwick               | Militaire         | Souvenirs et histoire des Royal Warwickshire Fusiliers au Royal Regiment of Fusiliers aujourd’hui |
| Rugby Art Gallery and Museum                            |       | Rugby               | Rugby                 | Multiple          | Local history, art, Roman artefacts, social and industrial history |
| Rugby School Museum                                     |       | Rugby               | Rugby                 | Education         | website, histoire et souvenirs de la Rugby School |
| Shakespeare's Birthplace                                |       | Stratford-upon-Avon | Stratford-on-Avon     | Maison historique | Maison à colombages restaurée du XVIe siècle, considérée comme la maison natale de William Shakespeare |
| St John's House                                         |       | Warwick             | Warwick               | Histoire          | Histoire sociale de la ville, y compris costumes et textiles, poupées et jouets, objets de la vie domestique et professionnelle, salle de classe et cuisine victorienne |
| Abbaye de Stoneleigh                                    |       | Stoneleigh          | Warwick               | Maison historique | Grande maison de campagne du XVIe siècle |
| Stratford Armouries                                     |       | Pathlow             | Stratford-on-Avon     | Militaire         | Armes et armures du monde entier |
| Tudor World                                             |       | Stratford-upon-Avon | Stratford-on-Avon     | Histoire          | website, bâtiment de la période du XVIe siècle avec des liens avec William Shakespeare, démonstrations de la vie des Tudor |
| Upton House                                             |       |                     | Stratford-on-Avon     | Maison historique | Exploité par le National Trust, maison de campagne de la fin du XVIIe siècle avec intérieur des années 1930, importantes collections d'art et de porcelaine, jardin des années 1930 |
| Warwick Castle                                          |       | Warwick             | Warwick               | Maison historique | Château médiéval construit par William the Conqueror, visites de châteaux, fort d'artillerie, reconstitution des armes de siège, expérience distincte sur le thème du donjon |
| Webb Ellis Rugby Football Museum                        |       | Rugby               | Rugby                 | Sports            | Aussi connu sous le nom de "The Rugby Museum", histoire et artéfacts du rugby football |
| Wellesbourne Wartime Museum                             |       | Wellesbourne        | Stratford-on-Avon     | Aviation          | Histoire de l'aviation à la RAF Wellesbourne Mountford, maintenant Wellesbourne Mountford Airfield |
| Witchcraft and Wizardology Museum                       |       | Stratford-upon-Avon | Stratford-on-Avon     | Maison historique | Auberge élisabéthaine du XVIe siècle avec collection sur l’histoire de la sorcellerie depuis l’époque préchrétienne jusqu’à nos jours. Y compris le website du musée du manoir de Bombay |

## Musée fermée
- George Eliot Hospital Museum[1], Nuneaton